# Scaptia quadrimacula
Scaptia quadrimacula är en tvåvingeart som först beskrevs av Walker 1848.  Scaptia quadrimacula ingår i släktet Scaptia och familjen bromsar. Inga underarter finns listade i Catalogue of Life.